# Список умерших в 1964 году
В этой статье представлен список известных людей, умерших в 1964 году.
- См. также: Категория:Умершие в 1964 году

## Январь
- 1 января — Дмитрий Барышев (54) — Полный кавалер ордена Славы.
- 3 января — Николай Николаевич Гришко (63) — советский учёный-генетик, ботаник, селекционер, академик АН УССР
- 3 января — Виктор Штриголь (58) — гвардии полковник, Герой Советского Союза.
- 5 января — Фаустас Кирша (72) — литовский писатель, переводчик, автор либретто.
- 5 января — Александр Курганов (83) — российский и советский певец, педагог, заслуженный артист Казахской ССР.
- 7 января — Янка Журба (82) — белорусский поэт, педагог, переводчик.
- 8 января — Иван Паршиков (70) — советский партийный и государственный деятель, ректор Новочеркасского индустриального института в 1933—1934 годах.
- 8 января — Юлиус Рааб (72) — федеральный канцлер Австрии (1953—1961)
- 9 января — Алексей Карасёв (43) — Герой Советского Союза, депутат Верховного Совета СССР второго созыва.
- 9 января — Николай Хмара (47) — евангельский христианин-баптист, незаконно осужденный и погибший в Барнаульской тюрьме во время хрущёвской антирелигиозной кампании.
- 10 января — Ким Шатило (39) — Герой Советского Союза.
- 11 января — Георгий Гребенщиков (79) — русский писатель, критик, журналист, общественный деятель.
- 13 января — Николай Стройков (42) — Герой Советского Союза.
- 14 января — Михаил Грибков (54) — советский государственный и партийный деятель, 2-й секретарь ЦК КП Латвии (1960—1964).
- 15 января — Израиль Бескин (69) — участник Великой Отечественной войны, командующий артиллерией 70-й армии 2-го Белорусского фронта Герой Советского Союза, генерал-лейтенант артиллерии.
- 16 января — Константин Фомин (60) — советский футболист, левый защитник.
- 16 января — Аарон Цизлинг (62) — израильский общественный и политический деятель.
- 18 января — Борис Тягно (59) — украинский советский театральный и кинорежиссёр и педагог.
- 25 января — Симха Голан (64) — общественный деятель, генеральный директор компании «Солель боне».
- 25 января — Сергей Петриковский (69) — российский революционер, советский военный деятель.
- 31 января — Борис Балакин (50) — советский актёр театра и кино.
- 31 января — Каныш Сатпаев (64) — советский учёный-геолог, один из основателей советской металлогенической науки, основоположник казахстанской школы металлогении.
- 31 января — Виктор Эйсымонт (59) — советский кинорежиссёр.

## Февраль
- 1 февраля — Владимир Ионесян (26) — один из самых первых советских серийных убийц.
- 6 февраля — Эмилио Агинальдо (94) — филиппинский политический деятель, первый президент страны (1899—1901).
- 6 февраля — Анатолий Глебов (64) — русский советский драматург, журналист, прозаик.
- 12 февраля — Остап Длуский (71) — польский политический и общественный деятель.
- 14 февраля — Семен Фридлянд (59) — советский фотограф и журналист.
- 14 февраля — Иван Остапенко (40) — Герой Советского Союза.
- 15 февраля — Павел Фирсов (62) — Герой Советского Союза.
- 17 февраля — Михаил Бекашонок (48) — Герой Советского Союза.
- 20 февраля — Константин Нефедьев (41) — советский писатель-фантаст.
- 24 февраля — Иван Васильев (46) — Герой Советского Союза.
- 24 февраля — Александр Руденко (53) — Герой Советского Союза.
- 25 февраля — Александр Архипенко (76) — украинский и американский художник и скульптор, один из основателей кубизма в скульптуре.
- 25 февраля — Анна Струнская — американская писательница первой половины XX века, проповедовавшая социалистические идеи.
- 26 февраля — Орри-Келли (66) — австралийский художник по костюмам. Лауреат трёх премий «Оскар».
- 28 февраля — Мартиньш Пеникис (89) — экс-командующий Национальными вооруженными силами Латвии.

## Март
- 6 марта — Анатолий Петрицкий (69) — советский украинский живописец.
- 7 марта — Дмитрий Бабанов (55) — Герой Советского Союза.
- 9 марта — Пауль Леттов-Форбек (93) — германский генерал-майор, командовавший германскими войсками во время Африканской кампании Первой мировой войны.
- 10 марта — Александр Петрункевич (88) — русско-американский зоолог.
- 14 марта — Владимир Баталов (61) — советский режиссёр и актёр.
- 16 марта — Николай Гапич (62) — советский военачальник, генерал-майор.
- 17 марта — Пётр Купалов (75) — советский физиолог.
- 18 марта — Норберт Винер (69) — американский учёный, выдающийся математик и философ, основоположник кибернетики и теории искусственного интеллекта.
- 18 марта — Матвей Ляров (80) — российский и советский драматический актёр театра и кино.
- 20 марта — Александра Яблочкина (97) — российская и советская актриса театра.
- 23 марта — Василий Вайнонен (63) — русский советский артист балета и балетмейстер.
- 23 марта — Иван Ермаков (63) — советский военный деятель, Генерал-майор танковых войск.
- 23 марта — Василий Шубин (60) — Герой Советского Союза.
- 26 марта — Пол Баран (53) — американский экономист российского происхождения.
- 26 марта — Борис Ларин (71) — российский и украинский лингвист.
- 26 марта — Евгений Левханян (56) — армянский и украинский советский художник театра и кино, живописец.
- 28 марта — Никифор Наталевич (63) — Государственный и партийный деятель БССР.
- 28 марта — Иван Тынянских (73) — советский военачальник, генерал-майор артиллерии.
- 31 марта — Николай Стародубцев (39) — Полный кавалер Ордена Славы.

## Апрель
- 4 апреля — Джон Амадио (80) — австралийский флейтист.
- 4 апреля — Борис Гуревич (74) — философ, публицист, поэт, юрист и правовед.
- 5 апреля — Дуглас Макартур (84) — американский военачальник, обладатель высшего звания — генерал армии (18 декабря 1944), фельдмаршал Филиппин (1937).
- 6 апреля — Евгений Разин (65) — советский военный историк.
- 6 апреля — Женя Тверски (59) — израильский политический деятель. Депутат Кнессета 1-4 созывов.
- 9 апреля — Михаил Навроцкий (52) — Герой Советского Союза.
- 10 апреля — Зеэв Шефер — израильский политический деятель.
- 12 апреля — Янис Тидеманис (66) — латвийский художник.
- 18 апреля — Иван Поповьян (62) — советский хирург.
- 20 апреля — Сергей Герасимов (78) — российский художник, Народный художник СССР (1958), доктор искусствоведения (1956).
- 20 апреля — Николай Александров (58) — советский военный деятель, генерал-полковник.
- 26 апреля — Михаил Парсегов (64) — Герой Советского Союза.
- 30 апреля — Калмакан Абдукадыров (61) — революционный казахский поэт, писатель, переводчик.

## Май
- 1 мая — Алексей Бушмакин (51) — Герой Советского Союза.
- 1 мая — Николай Духов (59) — советский конструктор бронетехники, ядерного и термоядерного оружия.
- 1 мая — Арон Нисензон (66) — американский поэт на идише, эссеист и журналист.
- 5 мая — Игорь Бондаренко (37) — советский физик-экспериментатор и инженер. Доктор физико-математических наук, профессор.
- 6 мая — Роман Дорохов (48) — советский государственный и партийный деятель, 1-й секретарь Областного комитета КПСС Горно-Алтайской автономной области (1960-1964).
- 6 мая — Степан Жолоб (47) — Герой Советского Союза.
- 10 мая — Михаил Ларионов (82) — русский художник, один из основоположников русского авангарда.
- 11 мая — Владимир Крайниченко (38) — украинский советский театральный и кинорежиссёр и актёр. Заслуженный артист Украинской ССР.
- 14 мая — Хайнц Вернер (74) — австро-немецко-американский психолог.
- 16 мая — Феликс Гантмахер (56) — советский математик и механик.
- 16 мая — Юрий Рибас — советский инженер.
- 16 мая — Фёдор Шевчук — Герой Советского Союза.
- 17 мая — Нандор Фодор (69) — парапсихолог, психоаналитик, журналист.
- 23 мая — Сергей Дмитриевский (71) — российский революционер, советский дипломат.
- 25 мая — Василий Золотарёв (91) — русский и советский композитор и педагог.
- 25 мая — Николай Тараканов (41) — Герой Советского Союза.
- 27 мая — Джавахарлал Неру (74) — первый премьер-министр и министр иностранных дел Индии после обретения страной независимости 15 августа 1947; сердечный приступ.
- 29 мая — Алексей Лобачёв — советский офицер, политработник. Генерал-майор.
- 30 мая — Арон Курц (72) — американский поэт на идише, драматург,редактор, эссеист.
- 31 мая — Анатолий Муратов (63) — советский военачальник, гвардии генерал-майор.

## Июнь
- 1 июня — Василий Трубачёв (62) — участник Великой Отечественной войны, Герой Советского Союза.
- 4 июня — Михаил Сапожников (59) — участник Великой Отечественной войны, Герой Советского Союза.
- 4 июня — Григорий Худолеев (62) — участник Великой Отечественной войны, Герой Советского Союза.
- 5 июня:
  - Леонид Данилов (42) — участник Великой Отечественной войны, Герой Советского Союза;
  - Лауге Кох (71) — датский геолог и полярный исследователь.
- 7 июня — Владимир Ершов (67) — русский советский актёр театра и кино.
- 11 июня — Дмитрий Куликов (51) — советский астроном.
- 12 июня — Александр Шелепень (45) — участник Великой Отечественной войны, Герой Советского Союза.
- 15 июня — Иван Руфанов (80) — советский хирург. Академик АМН СССР.
- 17 июня — Михаил Бужор (82) — советский государственный и партийный деятель, народный комиссар по иностранным делам Бессарабской ССР (1919).
  - Михаил Георгиу Бужор{82) - деятель румынского рабочего движения.
- 18 июня — Александр Мелик-Пашаев (58) — советский дирижёр, народный артист СССР.
- 20 июня — Алексей Кундзич (60) — украинский советский писатель и переводчик.
- 19 июня — Иван Кулешов (42) — участник Великой Отечественной войны, Герой Советского Союза.
- 20 июня — Василий Кузнецов (70) — участник Великой Отечественной войны, Герой Советского Союза.
- 21 июня — Вячеслав Баранов (76) — генерал-майор, военный лётчик, участник Первой мировой войны, Георгиевский кавалер.
- 21 июня — Василий Колпаков (73) — советский генерал-майор юстиции, участник Первой мировой, Гражданской и Великой Отечественной войн.
- 24 июня — Моше Стави — израильский писатель и публицист на идише и иврите. Муж Анны Марголин.
- 25 июня — Дмитрий Гамов — участник Великой Отечественной войны, Герой Советского Союза.
- 26 июня — Николай Вычужанин (45) — участник Великой Отечественной войны, Герой Советского Союза.
- 27 июня — Иван Лесик (45) — генерал-майор Советской Армии, участник Великой Отечественной войны, Герой Советского Союза.
- 28 июня — Эдуард Калныньш (87) — генерал латвийской армии.

## Июль
- 1 июля — Андрей Данилов (53) — лётчик-истребитель Советской армии, подполковник.
- 4 июля — Самуил Маршак (76) — русский советский поэт, драматург, переводчик, литературный критик.
- 6 июля — Джек Кавана (84) — канадский и австралийский политический деятель ирландского происхождения, троцкист.
- 10 июля — Тимофей Ивин (47) — Герой Советского Союза.
- 11 июля — Василий Морозов (67) — советский военачальник.
- 12 июля — Виктор Нагорный (41) — Герой Советского Союза.
- 14 июля — Елена Тагер (68) — русский поэт, прозаик, мемуарист.
- 16 июля — Сергей Бровцев (43) — Герой Советского Союза.
- 16 июля — Михаил Кологривов (44) — Герой Советского Союза.
- 16 июля — Николай Сычёв (81) — историк искусства, музейный работник, реставратор, художник, педагог.
- 20 июля — Анна Вырубова (80) — дочь главноуправляющего Собственной Его Императорского Величества канцелярии А. С. Танеева, прапраправнучка фельдмаршала Кутузова.
- 22 июля — Леонид Баратов (69) — советский режиссёр. Народный артист РСФСР.
- 22 июля — Александр Ленкин (47) — Герой Советского Союза.
- 24 июля — Максим Рыльский (69) — поэт, классик украинской поэзии XX века.
- 24 июля — Виктор Юганов (42) — советский военный, лётчик-испытатель 1-го класса.
- 25 июля — Зариф Мещеров (45) — Полный кавалер Ордена Славы.
- 27 июля — Николай Абрамов (66) — советский военачальник, контр-адмирал.
- 29 июля — Ванда Василевская (59) — польская и советская писательница, поэт, драматург, сценарист и общественный деятель.
- 30 июля — Александр Бубнов (56) — советский живописец, заслуженный деятель искусств РСФСР.
- 31 июля — Вадим Охотников (59) — советский писатель-фантаст, член Союза писателей СССР.

## Август
- 2 августа — Ишмай Ишкинин (49) — Герой Советского Союза.
- 3 августа — Фланнери О’Коннор (39) — писательница Юга США, мастер южной готики.
- 3 августа — Сергей Миронов (50) — Герой Советского Союза.
- 3 августа — Николай Фомин (75) — русский капитан 1-го ранга.
- 7 августа — Александр Завадский (64) — польский государственный деятель, Председатель Государственного совета Польской народной Республики в 1952—1964.
- 10 августа — Виссарион (Пую) (84) — епископ Румынской православной церкви.
- 11 августа — Аркадий Нейланд (15) — несовершеннолетний преступник.
- 12 августа — Дмитрий Максутов (68) — советский учёный, оптик, член-корреспондент АН СССР.
- 12 августа — Ян Флеминг (56) — английский писатель, автор романов о супершпионе Джеймсе Бонде.
- 15 августа — Иосиф Максименя (51) — красноармеец Рабоче-крестьянской Красной Армии, участник советско-финской и Великой Отечественной войн, Герой Советского Союза.
- 15 августа — Михаил Хорьков — Герой Советского Союза.
- 16 августа — Павел Арманд (62) — советский кинорежиссер и сценарист.
- 18 августа — Георгий Скребицкий (61) — известный писатель-натуралист.
- 21 августа — Эдвин Гринауэр (71) — австрийский скульптор и медальер.
- 21 августа — Пальмиро Тольятти (71) — генеральный секретарь Итальянской коммунистической партии.
- 23 августа — Абба Гордин — педагог, писатель, поэт и переводчик.
- 24 августа — Иван Барчуков (51) — советский государственный и партийный деятель, председатель Исполнительного комитета Тульского областного Совета (1952-1956).
- 24 августа — Пётр Яцыно (58) — советский скульптор.
- 26 августа — Александр Букирев (60) — советский ихтиолог, кандидат биологических наук, профессор.
- 27 августа — Фарис Сафаров (44) — Герой Советского Союза, майор.
- 28 августа — Янина Колишер (53) — уругвайская пианистка и музыкальный педагог.
- 28 августа — Симеон Лукач (71) — блаженный Украинской грекокатолической Церкви, епископ, мученик.
- 31 августа — Лидия Прушинская (14) — девочка, погибшая при спасении ребёнка от пожара.

## Сентябрь
- 2 сентября — Мирон Коробешко — Герой Советского Союза.
- 3 сентября — Минай Шмырёв (72) — организатор партизанского движения в Витебской области в годы Великой Отечественной войны. Герой Советского Союза.
- 4 сентября — Вернер Бергенгрюн (71) — немецкий писатель-прозаик, поэт и переводчик.
- 5 сентября — Емельян Герасименко (52) — Герой Советского Союза.
- 9 сентября — Михаил Ромашин (58) — Герой Советского Союза.
- 10 сентября — Александр Чубаров (50) — Герой Советского Союза.
- 11 сентября — Хаджи-Бекир Муталиев, ингушский советский поэт, прозаик, драматург, переводчик, журналист, фольклорист.
- 14 сентября — Михаил Гаркави (67) — советский конферансье, актёр, юморист.
- 14 сентября — Василий Гроссман (58) — русский советский писатель.
- 15 сентября — Иван Скугарев (69) — советский военачальник.
- 17 сентября — Жан Рей — бельгийский писатель.
- 18 сентября — Николай Кологойда (41) — Потомок Генерала Гавса.
- 18 сентября — Шон О’Кейси (84) — знаменитый ирландский Потомок Скалы Джонсона.
- 19 сентября — Николай Чепурной (58) — Герой Советского Союза.
- 21 сентября — Николай Акишин (48) — Герой Советского Союза.
- 21 сентября — Мухамеджан Смагулов (74) — Герой Социалистического Труда.
- 22 сентября — Ислам Абдуллаев (88) — азербайджанский певец-ханенде, исполнитель мугама, заслуженный артист Азербайджанской ССР.
- 22 сентября — Фрол Долидович (38) — Герой Советского Союза.
- 22 сентября — Михаил Чистяков (48) — Герой Советского Союза.
- 25 сентября — Иван Ефимов (76) — паровозный машинист, Герой Социалистического Труда.
- 26 сентября — Зинаида Тулуб — российская, украинская и советская писательница.
- 28 сентября — Василий Егоров (41) — Герой Советского Союза.
- 28 сентября — Михаил Светлов (61) — советский поэт и драматург.
- 29 сентября — Георгий Белецкий (63) — советский государственный и партийный деятель,министр здравоохранения РСФСР (1946-1950).

## Октябрь
- 2 октября — Василий Салфетников — Полный кавалер Ордена Славы.
- 4 октября — Феодосий Додь (50) — советский государственный и партийный деятель, председатель Исполнительного комитета Ровенского областного Совета (1949-1955).
- 5 октября — Константин Оргин (54) — Герой Советского Союза.
- 7 октября — Бернхард Гёцке (80) — немецкий актёр немого и звукового кино.
- 7 октября — Евгений Варга (84) — советский экономист и политолог венгерского происхождения, академик АН СССР (1939).
- 9 октября — Борис Рябцев (37) — Герой Советского Союза.
- 10 октября — Конрад Байер (31) — австрийский писатель, драматург и поэт.
- 10 октября — Владимир Ваничкин (39) — Герой Советского Союза.
- 10 октября — Генрих Нейгауз (76) — русский пианист и педагог.
- 10 октября — Николай Орнатский (69) — советский учёный-дорожник, геолог, доктор технических наук.
- 15 октября — Иван Дементьев (62) — Герой Советского Союза.
- 15 октября — Иван Сафронов (66) — Герой Социалистического Труда.
- 17 октября — Иван Некрасов (72) — Герой Советского Союза.
- 19 октября — Сергей Бирюзов (60) — советский военачальник, Маршал Советского Союза, Герой Советского Союза, начальник Генштаба Вооружённых сил СССР.
- 19 октября — Владимир Жданов (62) — советский военачальник, участник Великой Отечественной войны, гвардии генерал-полковник танковых войск. Герой Советского Союза.
- 19 октября — Иван Кравцов (68) — Герой Советского Союза.
- 19 октября — Николай Миронов (51) — советский генерал.
- 20 октября — Герберт Кларк Гувер (90) — тридцать первый президент США (1929—1933).
- 21 октября — Андрей Бабаев (40) — армянский советский композитор.
- 21 октября — Григорий Верёвка (68) — советский украинский композитор и хоровой дирижёр.
- 22 октября — Василий Мясников — Герой Советского Союза.
- 22 октября — Давид Райтер (71) — российский кларнетист и педагог, артист оркестра театра оперы и балета имени Кирова.
- 24 октября — Юозас Микенас (63) — литовский скульптор.
- 26 октября — Яков Ботошанский (69) — еврейский писатель, журналист, драматург, театральный постановщик.
- 26 октября — Эрик Кук (33) — австралийский серийный убийца.
- 27 октября — Вилли Бредель (63) — немецкий писатель и общественный деятель, президент Берлинской академии искусств, член ЦК СЕПГ, вице-президент Общества германо-советской дружбы, дважды лауреат Национальной премии ГДР.
- 29 октября — Василий Агапкин (80) — русский военный дирижёр и композитор.
- 30 октября — Соломон Лурье (73) — советский филолог и историк античности.

## Ноябрь
- 1 ноября — Андрей Мельник (73) — украинский политический деятель.
- 2 ноября — Елена Ильина (63) — советская писательница.
- 4 ноября — Раиса Кудашева (86) — российская и советская поэтесса, писательница, автор стихов песенки «В лесу родилась ёлочка».
- 5 ноября — Александер Боскович — израильский композитор, профессор.
- 5 ноября — Эфраим Липец (62) — генерал-майор Советской Армии.
- 6 ноября — Зубайдулло Марупов — участник Великой Отечественной войны, полный кавалер ордена Славы.
- 6 ноября — Самуил Самосуд (80) — российский и советский дирижёр. Народный артист СССР.
- 6 ноября — Ханс фон Эйлер-Хельпин (91) — шведский биохимик, член Королевской шведской АН, лауреат Нобелевской премии по химии (1929, совместно с Артуром Гарденом).
- 7 ноября — Иван Басов (59) — Герой Советского Союза.
- 8 ноября — Валентин Волков (83) — белорусский художник, народный художник Беларуси.
- 10 ноября — Фридрих Герц (86) — австрийский и британский социолог, экономист и историк. Социал-демократ.
- 11 ноября — Эдуард Штейерман (72) — пианист.
- 16 ноября — Николай Веденеев (67) — командир 9-го гвардейского танкового корпуса 2-й гвардейской танковой армии 1-го Белорусского фронта, гвардии генерал-майор танковых войск, Герой Советского Союза.
- 16 ноября — Иван Маликов (67) — генерал-майор Советской Армии, участник Первой мировой, Гражданской и Великой Отечественной войн.
- 18 ноября — Людмила Алексеева (74) — педагог в области искусства движения.
- 18 ноября — Константин Ружицкий — священнослужитель Русской православной церкви, митрофорный протоиерей. Ректор Московской духовной академии. Доктор богословия.
- 20 ноября — Пётр Акулов (57) — Участник Великой Отечественной войны. Герой Советского Союза.
- 20 ноября — Алексей Готчиев — советский хозяйственный и общественный деятель, лауреат Сталинской премии.
- 20 ноября — Анатолий Пушкаренко (50) — советский военный. Участник Великой Отечественной войны. Герой Советского Союза.
- 20 ноября — Николай Пономарёв (62) — советский военный, государственный и политический деятель.
- 24 ноября — Евгений Худяков (58) — заместитель главного редактора газеты «Известия», первый декан факультета журналистики МГУ (с 1952)[1].
- 25 ноября — Евгений Иванов — советский военный деятель, участник Гражданской и Великой Отечественной войны, в разное время начальник штаба 47-й и 36-й армий, генерал-полковник.
- 25 ноября — Виталий Колесников (42) — участник Великой Отечественной войны, Герой Советского Союза.
- 27 ноября — Елпидифор Кириллов (81) — советский физик, доктор физико-математических наук, создатель одесской научной школы в области научной фотографии.

## Декабрь
- 2 декабря — Генрих Оганесян (46) — советский кинорежиссёр, сценарист.
- 3 декабря — Александр Ефимов (59) — советский живописец и педагог.
- 4 декабря — Михаил Трояновский (75) — советский актёр, заслуженный артист РСФСР.
- 5 декабря — Василий Туровцев (55) — Герой Советского Союза.
- 7 декабря — Николай Аничков (79) — советский и российский врач, генерал-лейтенант медицинской службы (1943), президент АМН СССР (1946—1953).
- 7 декабря — Виктор Бэйли (68) — британский и австралийский физик.
- 7 декабря — Степан Казаков (50) — Герой Советского Союза.
- 8 декабря — Жак Малкин (89) — американский скрипач и музыкальный педагог российского происхождения.
- 11 декабря — Григорий Тупикин (48) — Герой Советского Союза.
- 15 декабря — Андрей Кирилюк (50) — Герой Советского Союза.
- 15 декабря — Сергей Ожегов (64) — советский лингвист, лексикограф, доктор филологических наук, автор одного из самых известных и популярных русских словарей — однотомного «Словаря русского языка» (1949).
- 17 декабря — Виктор Франц Гесс (81) — австро-американский физик, нобелевский лауреат 1936 года за открытие космических лучей (совместно с Карлом Андерсоном).
- 18 декабря — Ревекка Левина (65) — советский экономист-аграрник.
- 18 декабря — Рудольф Урбанчич (85) — австро-американский психолог и писатель.
- 19 декабря — Сергей Коршунович (52) — Герой Советского Союза.
- 20 декабря — Александр Чижевский (67) — советский ученый, один из основателей космического естествознания, основоположник космической биологии и гелиобиологии, биофизик, основоположник аэроионификации, электрогемодинамики, философ, поэт, художник.
- 21 декабря — Арази (86) — армянский писатель, один из основоположников армянской литературной прозы.
- 21 декабря — Карл Ван Вехтен (84) — известный американский писатель, фотограф, один из покровителей Гарлемского ренессанса, управляющий литературным наследием американской писательницы Гертруды Стайн.
- 23 декабря — Натан Аш (62) — польско-американский писатель еврейского происхождения; рак лёгкого.
- 23 декабря — Михаил Корсунов (64) — советский руководитель рыбной промышленности Каспийского бассейна, участник Великой Отечественной войны.
- 24 декабря — Кукша Одесский — святой Украинской православной церкви.
- 25 декабря — Тарабаев, Никита Макарович — Герой Социалистического Труда.
- 26 декабря — Михаил Матюнин (42) — Герой Советского Союза.
- 29 декабря — Владимир Фаворский (78) — русский, советский художник, мастер ксилографии и книжной графики, искусствовед, сценограф, живописец-монументалист, педагог и теоретик изобразительного искусства.
- 31 декабря — Пётр Сагайдачный (75) — участник Первой мировой войны и Белого движения на Юге России, полковник, марковец, эмигрант.